# 埃吉維爾
埃吉維爾是瑞士的城鎮，位於該國中部，由伯恩州負責管轄，面積60.32平方公里，五成半土地是農地，海拔高度736米，2011年人口2,448，人口密度每平方公里41人。